# Diarrhée du voyageur

Germe entéro-toxinogène de la diarrhée du voyageur.

La diarrhée du voyageur, appelée également tourista ou encore turista, est une gastro-entérite aiguë qui se manifeste par une diarrhée associée à des symptômes tels que fatigue, douleurs et crampes abdominales, nausées, vomissements ou malaises, survenant chez le voyageur à destination d’un pays à faible niveau d'hygiène alimentaire ou hydrique. En moyenne un vacancier sur trois peut souffrir de cette infection aiguë, souvent autorésolutive. La tourista peut devenir chronique si elle est due à une bactérie capable de coloniser durablement le colon comme Brachyspira spp.

## Description
La diarrhée, définie par la survenue de plus de trois selles non moulées par jour (ou plus de 250 grammes par jour), est le plus souvent hydrique sécrétoire due à une infection par un germe entéro-toxinogène, plus rarement sanglante et fébrile liée à des infections par des germes entéro-invasifs ou à l’amibiase. La turista peut être expliquée par une infection bactérienne (colibacilles, campylobacter, salmonelles, shigelles…), parasitaire (cryptosporidium, lamblias, amibes…) ou encore virale (rotavirus…).
C’est une maladie généralement bénigne et d’évolution favorable même sans traitement mais des complications sérieuses peuvent apparaître chez les enfants, les personnes âgées ou fragiles – présentant des affections telles que maladies cardiaques, diabète, immunodéficience.

## Épidémiologie
La tourista est le trouble sanitaire le plus fréquent chez les voyageurs, et touche près de 20 à 50 % des voyages de courte durée. Elle survient en général une semaine après l’arrivée et dure habituellement quelques jours. Elle peut, cependant, devenir suffisamment gênante pour modifier le programme du voyage dans presque un quart des cas. La turista s’attaque aux vacanciers au cours des trois premiers jours du voyage.

## Autres appellations
Selon les pays, la diarrhée du voyageur porte différents noms, :
Tourista ou turista - flux cœliaque - Aden gut - Bali belly - Barsa belly - Belette espagnole - boyaux d’Aden - Casablanca crud - complainte de l’été - course de Rangoon - course de Rome - course de Tokyo - course du touriste - course de Turquie - course du voyageur - danse aztèque - Delhi belly - ventre de Delhi - djerblenne ou djerbienne - gallop grec - gastro-entérale emporiatrique - Gl’s - maladie de la mer Rouge - maladie des Canaries - passion - Poonah pooh - revanche de Moctezuma (en référence à Moctezuma II) - San-Francisquite - squitter - TG tract - toilette de Hong-Kong - Hong-Kong dog - toilette de Malte - Troskyste - Turkey trot - ventre de Bassa - ventre égyptien - Zermatite.

### Mexique: Vengeance de Moctezuma
L’expression fait référence au roi Moctezuma II qui selon la légende partageait des banquets avec les conquistadores espagnols.  

## Germes en cause
La diarrhée du voyageur est d’origine infectieuse. Elle est le plus souvent d’origine bactérienne, parfois virale et beaucoup plus rarement parasitaire,.
Elle est d’origine bactérienne dans environ 80 % des cas :
- Escherichia coli entéro-toxinogène est de loin le germe le plus fréquent (20—75 %) ;
- Shigelles (15 %), agent de la shigellose ;
- Salmonelles (7—10 %), agent de la salmonellose ;
- Campylobacter jejuni (3 %), plus fréquent dans le sous-continent indien[8] ;
- Aeromonas spécialement en Thaïlande ;
- Vibrion non cholérique et vibrion cholérique.
- Brachyspira pilosicoli[9] lorsque les diarrhées deviennent aqueuses intermittentes chroniques et s’il y a eu contact avec des selles d'oiseaux. Les laboratoires de microbiologie médicale ne détectent pas Brachyspira à ce jour (2020) ni en coproculture ni par PCR sur selles. Le diagnostic repose sur la biopsie colique et l’identification du false brush border en microscopie optique après coloration HE classique ou idéalement de Warthin argentique.

L’origine est virale dans environ 10 à 20 % des cas : Rotavirus, Virus de Norwalk, Adénovirus, Astrovirus, Entérovirus.
Plus rarement sa cause est parasitaire : Giardia intestinalis (3 %), agent de la lambliase, Entamoeba histolytica (1 %), agent de la dysenterie amibienne ou amibiase, Cryptosporidium parvum, agent de la cryptosporidiose, Cyclospora sp. agent de la cyclosporose.

## Traitement possible

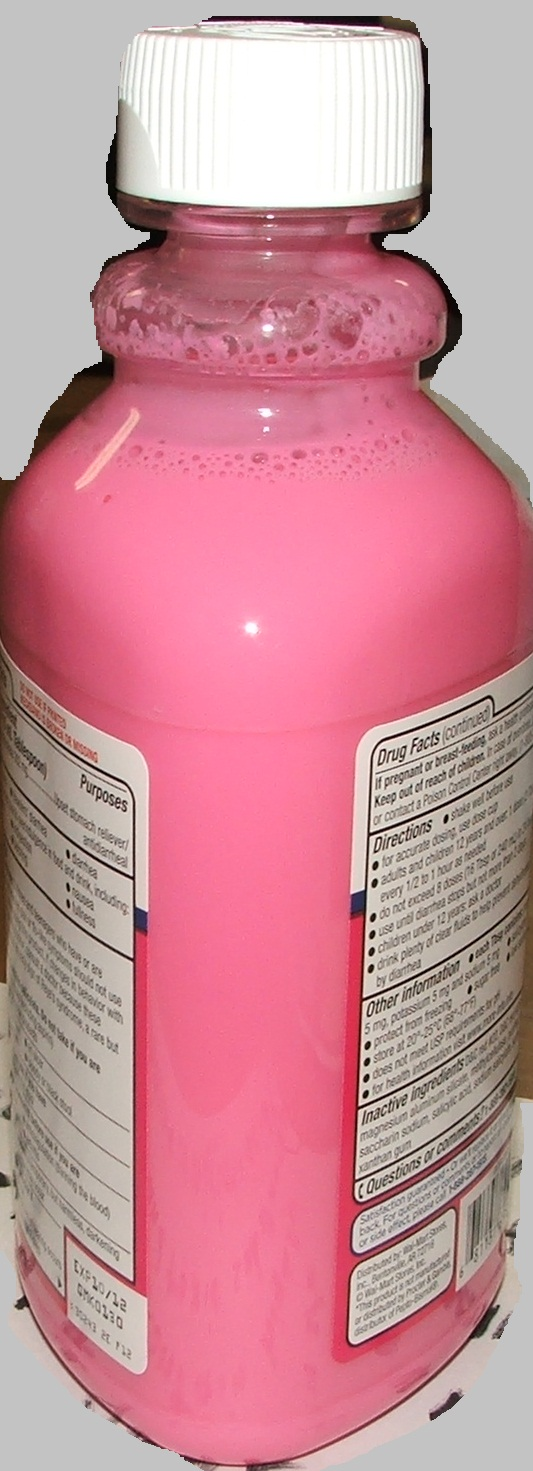
Flacon d'anti-diarrhée, vue arrière.

La réhydratation est recommandée pour traiter cette maladie. Des anti-diarrhéiques de la classe des inhibiteurs du péristaltisme intestinal peuvent être prescrits initialement en l'absence de germes invasifs. Le traitement antibiotique devrait être réservé aux cas sévères. Dans ces cas, les quinolones sont le traitement antibiotique de premier choix.

### Réhydratation
Par voie orale, elle est le pilier du traitement de la diarrhée et permet de réduire les complications liées à la déshydratation. Elle peut se faire avec un soluté de réhydratation orale (SRO - sels de réhydratation orale, UNICEF-Oralyte, Gallialite…) commercialisés et apportant un apport hydrosalin équilibré. En l’absence de ces produits, tout apport hydrique contenant du glucose, du potassium et du sel est une bonne alternative, comme de l'eau en bouteille, des jus de fruit, des boissons gazeuses douces, associées à des biscuits salés, du bouillon... Une version légèrement modifiée de ce soluté de réhydratation n'a pas démontré de supériorité chez l’adulte dans une étude par rapport à une réhydratation simple lors de la prise de lopéramide.
Cette réhydratation est classiquement associée à une diète de quelques jours.

### Traitement médicamenteux à visée intestinale
La réduction de la motilité ou de la sécrétion intestinale est due à des dérivés opiacés. Ils sont contre-indiqués en cas de diarrhée invasive se manifestant par une dysenterie avec diarrhée glairo-sanglante car ils risquent alors d’aggraver l’infection, en empêchant l’élimination du germe invasif. Le lopéramide est néanmoins contre-indiqué chez les enfants de moins de 2 ans. Le lopéramide ne doit pas être utilisé pour la diarrhée du voyageur car il y a un risque de favoriser la pullulation microbienne du fait de l’effet ralentisseur sur le transit intestinal.

### Antibiothérapie
L’usage d’un antibiotique chez le sujet sain n’est pas indiqué étant donné la nature bénigne de l’affection. Son emploi doit être réservé aux situations sévères avec plus de 3 selles liquides par jour, présence de douleurs abdominales, de fièvre et/ou dysenterie et symptomatologie récidivante lors de l'interruption du traitement symptomatique, ou chez la personne fragile.
Les fluoroquinolones, en traitement de 3 à 5 jours, voire en monodose, représentent le traitement antibiotique de première intention au cours de la diarrhée du voyageur. Des résistances apparaissent notamment sur certaines souches de Campylobacter dans le Sud-est asiatique ; dans ce cas l’azithromycine (500 mg/jour pendant 3 jours) est une alternative efficace.
Les traitements purement symptomatiques ne dispensent pas d’un avis médical en cas d’aggravation et ne doivent pas être utilisé plus de 4 jours.
Lorsqu’une diarrhée chronique à Brachyspira est soupçonnée, un traitement de coamoxicilline (1g 2×/j) et de metronidazole (500 mg 3×/j) pendant 10 jours est requis.

### Prévention
La prévention consiste essentiellement à surveiller son alimentation : peler les fruits et légumes, éviter les crudités et la viande insuffisamment cuite, cuire les aliments à plus de 65 °C, ne boire que des boissons encapsulées, éviter les glaçons. Vous pouvez également adopter certains réflexes anti-infectieux de base comme vous laver les mains fréquemment, particulièrement avant les repas et en sortant des toilettes. Dans les restaurants, évitez de vous essuyer les mains avec la serviette utilisée par tout le monde, gardez un gel hydro-alcoolique dans votre sac. Son efficacité n'est cependant pas démontrée car la moindre erreur peut la faire échouer.
Il n’existe pas de vaccin universel permettant de prévenir l’ensemble des turistas, même s’il en existe qui sont ciblés sur des germes potentiellement responsables, dont le rotavirus.
Certains médicaments ont été utilisés à titre préventif : le bismuth a une certaine efficacité mais comporte des effets secondaires non négligeables. La prise de probiotiques ne diminue que de peu l'incidence de la turista.